# استراسبورگ
اِستراسبورگ یا استرازبورگ (به فرانسوی: Strasbourg) از شهرهای فرانسه است.
این شهر مرکز ناحیه گراند اِست و هفتمین شهر بزرگ فرانسه است. موقعیت ویژه جغرافیایی این شهر در حد فاصل ارتباطات بین‌المللی با قدمتی اروپایی، مشرف به رودخانه راین، به این شهر اهمیت بی بدیل می‌بخشد. با توجه به تمامی این خصوصیات، شهر استراسبورگ به عنوان مرکز قانون‌گذاری اروپا برگزیده شده است. از جمله این مراکز می‌توان پارلمان اروپا، مرکز مشاورت اروپایی و مرکز دادگاه حقوق بشر اروپا را نام برد.
این شهر قریب به ۴۸۰۰۰ دانشجو دارد، که ۳۹۰۰۰ تن از آنها در دانشگاه‌های دولتی مشغول به تحصیل هستند. دانشگاه لویی پاستور با دانشکده‌های علوم و علوم پزشکی، دانشکده مارک بلوک با دانشکده‌های ادبیات و زبان‌شناسی و دانشگاه روبرت شومن با دانشکده‌های حقوق و حسابرسی. همچنین مدارس بزرگ فرانسه مانند ENA در استرازبورگ شعباتی دارند.
معماری مرکز شهر استرازبورگ در یونسکو به‌عنوان بخشی از میراث فرهنگی جهانی به ثبت رسیده. در شهر استرازبورگ فعالیت فرهنگی بسیار غنی مانند کنسرت، تئاتر، سینما و رقص و غیره در جریان است. شهر استرازبورگ یکی از شهرهای دانشجویی کشور فرانسه است که هر سال حدود ۱۰ هزار دانشجو جدید جذب می‌کند. دانشگاه این شهر در بخش تحصیلات تکمیلی دو لابراتوآر بسیار معروف به نام آی کیوب و ایرما داشته که زیر نظر سازمان تحقیقات ملی فرانسه فعالیت می‌کنند. این شهر یکی از شهرهای فرانسه است که میزبان حدود بیش از ۳۰۰۰ فارسی‌زبان می‌باشد.

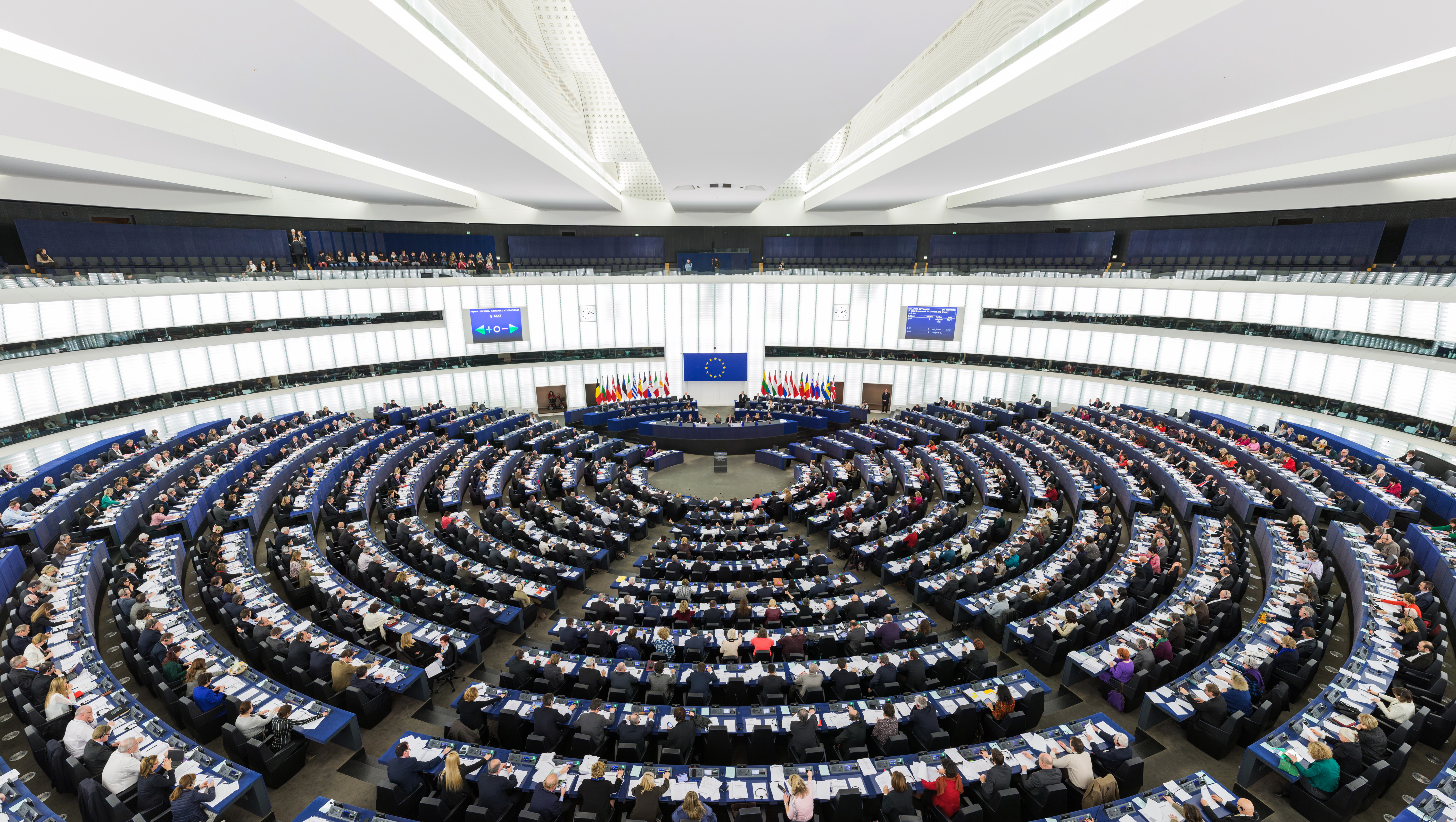
اجلاس پارلمان اروپا در استراسبورگ

از نظر اقتصادی، استرازبورگ از مراکز مهم تولید و مهندسی و همچنین مرکز حمل و نقل جاده‌ای، ریلی و رودخانه‌ای است. بندر استرازبورگ پس از دویسبورگ آلمان دومین بندر بزرگ در رود راین و پس از پاریس دومین بندر بزرگ رودخانه‌ای فرانسه است.  
نام استرازبورگ منشا آلمانی دارد و به معنای محل گذرگاه و جاده‌ها است و به جاده سنگفرش، و بورگ پروتو-ژرمنی به قلعه اشاره دارد. 

## جغرافیا
استرازبورگ در مرز شرقی فرانسه با آلمان است. این مرز توسط رود راین تشکیل شده است که مرز شرقی شهر مدرن را نیز تشکیل می‌دهد و رو به رودخانه تا شهر آلمانی کهل قرار دارد. 
شهر در دشت راین علیا، با مناطق مرتفع کوهستان سمت غرب و جنگل سیاه در ۲۵ کیلومتری در شرق قرار دارد. این بخش از دره راین یک محور اصلی سفر شمال به جنوب است. 
جاده‌های اصلی و راه‌آهن موازی ساحل رودخانه طراحی شده‌اند. 
عمده درختان منطقه راش، بلوط و چنار هستند که در فرهنگ و اکوسیستم استراسبورگ مهم تلقی می‌شوند. 
 آب و هوا: 
این شهر تابستان‌های نسبتاً گرم و آفتابی و زمستان‌های ابری و پرباران دارد، و به این دلیل معماری خانه‌های قدیمی شهر دارای شیروانی هستند.  
موقعیت استراسبورگ در دره راین، که توسط کوهستان و جنگل سیاه قرار گرفته، منجر به تهویه طبیعی ضعیفی شده است که استراسبورگ را به یکی از آلوده‌ترین شهرهای فرانسه تبدیل می‌کند. 

## زبان
گویش آلزاسی در این منطقه رایج است. 
آلزاسی با دیگر گویشهای آلمانی مانند آلمانی سوئیسی، سوابی، و لهجه‌ مردم بادن ارتباط نزدیک دارد. 
بسیاری از مردمی که در نزدیکی مرز بازل، سوئیس زندگی می‌کنند، به گویش خود با یک فرد سوئیسی اهل آن منطقه صحبت می‌کنند، زیرا در بیشتر موارد قابل درک هستند.
گاهی برخی از مردم تمایلی به صحبت با آلمانی استاندارد ندارند و ترجیح می‌دهند برای ارتباط با جهانگردان از زبان فرانسوی استفاده کنند.  

## فرهنگ
استراسبورگ مقر مؤسسات مشهور بین‌المللی موسیقی و نمایش است. 
ارکستر فیلارمونیک استراسبورگ، یکی از قدیمیترین ارکسترهای سمفونیک در اروپای غربی است. 
رویدادهای هنری:
جشنواره بین المللی تابستانی موسیقی کلاسیک و جاز استراسبورگ
جشنواره بین‌المللی سالانه فیلم استراسبورگ که بر سینما و فیلمسازان مستقل جدید و نوظهور جهان تمرکز دارد. 

## آموزش و پرورش
استراسبورگ از اولین مراکز صنعت چاپ جهان و از اولین مراکز چاپ کتاب در اروپا بشمار می‌آید. 
استراسبورگ، که به عنوان مرکز اومانیسم  شناخته می‌شود، دارای سابقه‌ای بسیار طولانی در تعالی در آموزش عالی، در تقاطع سنتهای فکری فرانسوی و آلمانی است. 

دانشگاه استراسبورگ، در حال حاضر دومین دانشگاه بزرگ فرانسه است. 
مراکز مهم آموزشی:
مرکز علوم سیاسی و مطالعات بین المللی دانشگاه استراسبورگ، 
مدرسه بازرگانی دانشگاه استراسبورگ EMS، 
دانشکده مهندسی دانشگاه استراسبورگ INSA 

## کتابخانه‌ها
کتابخانه ملی BNU، دومین کتابخانه بزرگ فرانسه است و همزمان یک کتابخانه دانشجویی و ملی است.  

## شهرت
استراسبورگ پایتخت جشن کریسمس جهان است و برای بازارهای تعطیلات کریسمس شناخته میشود.
این منطقه به بناهای قدیمی رومی، شراب، فرهنگ و آموزش نیز شهرت دارد.
استراسبورگ شهر مردمان طرفدار مدرنیته اروپایی بشمار می‌آید. 
این منطقه دارای فرهنگی فرانسوی آلمانی است. تابلوهای استراسبورگ به دو زبان فرانسوی و آلمانی نوشته شده‌اند.
 خوراک معروف:  
تارت فلامبه (فلامکوش) Flammekueche که با آبجو یا شراب سرو میشود، نان برتزل Bretzel (که در اصل از باواریا در جنوب شرقی آلمان است) و نان زنجبیلی.  
انواع بیسکویت و کلوچه‌های آلمانی و فرانسوی در استراسبورگ محبوبیت دارند، از بیسکویتهای مخصوص کریسمس بیسکویتهای بردل شامل انیسبردلا و اسپریتزبردل هستند. بیسکویت بردل Bredele در اصل از جنوب آلمان به مناطق دیگر آمده است.  
انگورهای به اصطلاح نجیب این منطقه برای تهیه شراب سفید بکار می‌روند.  
آلزاس کوگلهوپف (نان میوه‌ای)، کوفته جگر   
 مصنوعات فلزی: 
استراسبورگ در صنایع فلزی بسیار شناخته شده بود. فن حالت دادن به ورقه‌های فلزی از استراسبورگ به ایران راه یافته است. و از این طریق صنعت و اصناف نیز در ایران شکل گرفت. 
جاذبه‌ها:
محله فرانسه کوچک 
مرکز شهر 
بازارهای کریسمس Christkindelsmärik  
کلیسای جامع نوتردام  
موزه آلزاس
جزیره بزرگ Grande Île (بناها و پل‌های تاریخی کانال) 
باغ گیاه‌شناسی استراسبورگ
پارک نارنجی (بیشه درختان پرتقال) 
باغ‌های گوتیک
کاخ روهان (باروک) 
ساعت نجومی استراسبورگ 
تور قایق سواری